# Mycetophila bohartorum
Mycetophila bohartorum is een muggensoort uit de familie van de paddenstoelmuggen (Mycetophilidae). De wetenschappelijke naam van de soort is voor het eerst geldig gepubliceerd in 1947 door Laffoon.